# Pietro Generali
För basketspelaren med samma namn, se Pietro Generali (basketspelare)

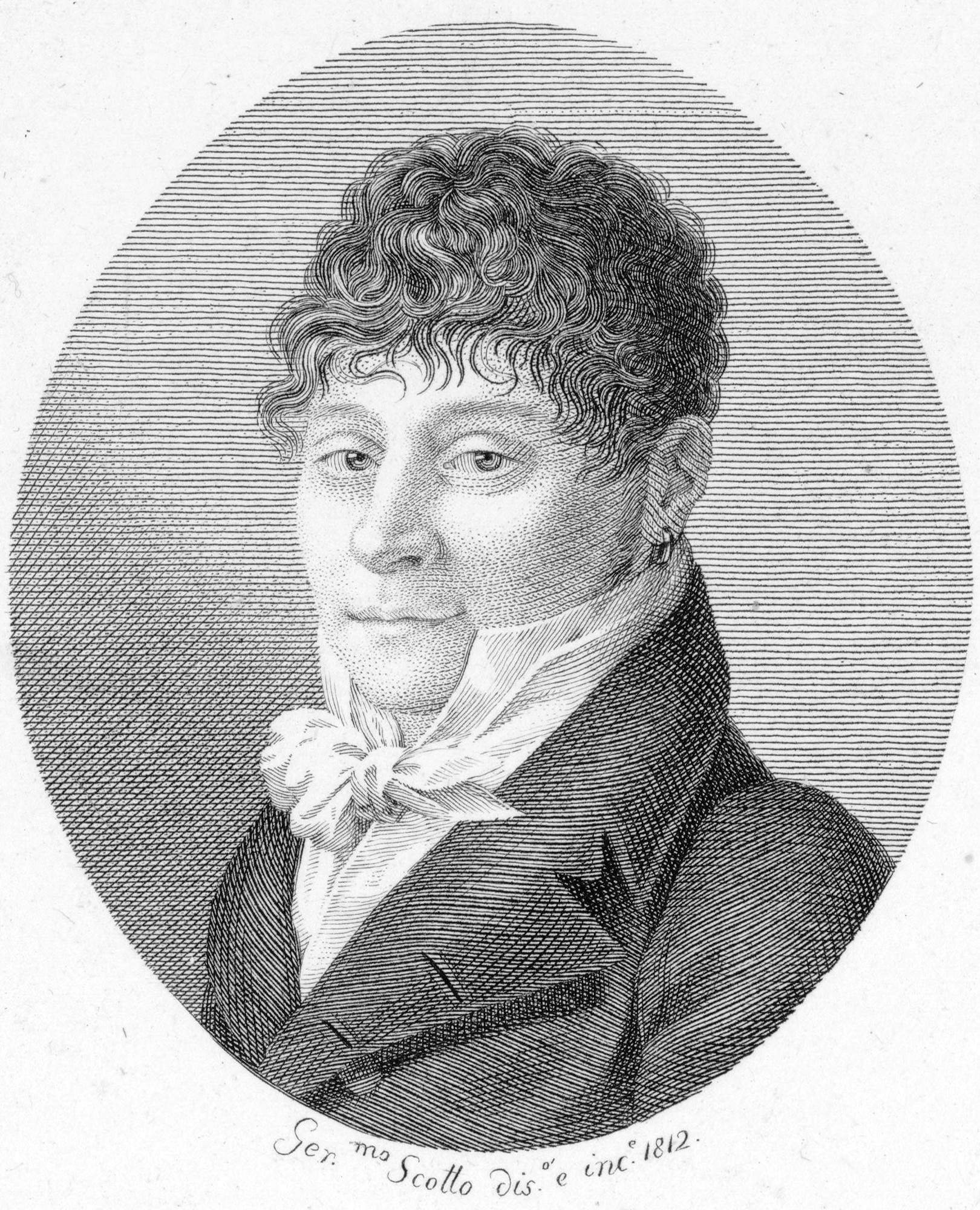
Pietro Generali

Pietro Generali egentligen Pietro Mercandetti, född 23 oktober 1773 i Masserano, död 3 november 1832 i Novara, var en italiensk kompositör.
Inte mycket är känt om Generalis liv, men han accepterade gladeligen jobbet som maestro di capella i katedralen i staden Novara 1827 och dog sex år senare i samma stad.
Innan dess hade han gjort operor som hade sin största popularitet i början av 1800-talet och hade sin största framgång med Adelina som hade premiär i Venedig 1810 och blev lite av en internationell succé. Efter det började populariteten dala men hade dock en framgång med I Baccanali di Roma 1816 och var en av många tonsättare som överskuggades av Rossini och ansågs som relik när han skrev sin sista opera Francesca da Rimini 1825, där han närmande sig Rossinis stil men ansågs då som ointressant av publiken och drog sig då tillbaka från det offentliga ljuset. Generali var även en av de många tonsättare som i början av seklet introducerade ’’Rossini-crescendot’’ men som många andra tonsättare använda han orkestern som endast ett stöd till rösten i sina tidiga operor.
Carlo Schmidt skrev om Generali Han var en musikalisk talang; rik på fantasi, originell, han visste man hur man harmonisera och orkestrera med mycken konst… Han bidrog till stor del att berika harmoni och modulering till nya former,men dessa ord bör väl tas med en nypa salt då Generali idag räknas som en mindre kompositör och är bortglömd men är värd att återupptäckas.

## Operor
1. Pamela nubile
farsa 1 akt
Gaetano Rossi, efter Carlo Goldoni
12 april 1804 Venedig, Teatro San Benedetto
20 juli 1805 Wien - som La virtù premiata dall'amore
2. Don Chiscoitte
Gaetano Rossi, efter Miguel de Cervantes Saavedra
1805 Milano
3. Le lagrime d'una vedova
farsa 1 Akt
Giuseppe Foppa, efter C. Federici
26 december 1808 Venedig, Teatro San Moisè
4. Adelina [Luigina; Luisina]
farsa 1 akt
Gaetano Rossi, efter S. Gessner (som melodramma sentimentale)
UA 26 december 1810 Venedig, Teatro San Mosé; spelad överallt i Italien
EA Paris 1812; München 1815; Wien 1816; Bern 1816; Odessa 1821; Barcelona 1824; London 1825; Lissabon 1826; Sankt Petersburg 1829; dt. von F. K. Hiemer Stuttgart 1818
5. La Cecchina suonatrice di ghironda
farsa 1 akt
26 december 1810 Venedig
Gaetona Rossi
6. La vedova delirante
op.buf. 2 akter
Jacopo Ferretti
Januari 1811 Rom
1815 Barcelona - som Bernardino
7. Attila
op.ser.
Gaetano Rossi
Sommaren 1812 Bologna
8. Bajazet
op.ser. 2 akter
26 december 1813 Turin
9. La contessa di Colle Erboso, ossia Un pazzo ne fa cento [La contessa di Colle Ombroso; Tutti matti; La finta contessa]
dramma giocoso 2 akter
Giuseppe Foppa
December 1814 Genua
10. I baccanali di Roma [I baccanti; Le Baccanti di Roma]
op.ser. 2 akter
Gaetano Rossi
14 januari 1816 Venedig, Teatro Fenice
12 juni 1820 Wien - rev. som Die Bacchanten
Sommaren 1832 Milano - som I baccanali aboliti
EA Trieste 1816; Lissabon 1823; Korfu 1827; Prag 1827; Barcelona 1827; München 1817; Darmstadt 1818; Wien 1820; Budapest 1823
11. Gusmano de Valhor
op.ser.
Peracchi?, efter Voltaire, Alzire
1 december 1817 Barcelona
12. Chiara di Rosenberg
opera eroicomica 2 akter
Andrea Tottola
December 1820 Neapel
13. Elena e Olfredo [Olfredo]
9 augusti 1821 Neapel
14. Jefte [Il voto di Jefte]
azione tragico-sacra 2 Akter
Giuseppe Foppa?, efter? Francesco Gnecco
11 mars 1827 Florens
15. Francesca da Rimini
op.ser.
P. Pola, efter Dante, Commedia
26 december 1828 Venedig